# Istituto spagnolo di San Francesco Saverio per le missioni estere
L'Istituto spagnolo di San Francesco Saverio per le missioni estere (in latino Institutum hispanicum Sancti Francisci Xaverii pro missionibus exteris) è una società clericale di vita apostolica di diritto pontificio: i membri della società pospongono al loro nome la sigla I.E.M.E.

## Storia
La società trae origine dal Colegio de Ultramar y Propaganda Pide, un seminario per la formazione del clero missionario, ispirato a quello della Società per le missioni estere di Parigi, fondato a Burgos il 1º ottobre 1899 dal sacerdote spagnolo Gerardo Villota y Urroz (1839-1906): papa Benedetto XV, che aveva avuto modo di conoscere l'opera quando era segretario del nunzio apostolico in Spagna, incoraggiò l'iniziativa con la lettera apostolica Quum te ex urgellens (30 aprile 1919).
Juan Benlloch y Vivó, arcivescovo di Burgos, emanò il decreto di erezione della compagnia il 3 dicembre 1920; le costituzioni della società, ispirate a quelle della Società per le missioni estere di Parigi e del Pontificio istituto missioni estere, vennero approvate dalla Santa Sede il 13 novembre 1949.

## Attività e diffusione
I padri della società si dedicano essenzialmente al lavoro missionario; l'istituto dipende giuridicamente dalla Congregazione per l'evangelizzazione dei popoli.
Oltre che in Spagna, sono presenti nelle Americhe (Brasile, Colombia, Cuba, Repubblica Dominicana, Guatemala, Nicaragua, Perù), in Africa (Mozambico, Togo, Zambia, Zimbabwe) e in Asia (Giappone, Thailandia); il generale della compagnia, che porta il titolo di direttore generale, risiede a Madrid.
Al 31 dicembre 2005, l'Istituto contava 88 case e 175 membri, 170 dei quali sacerdoti.